# Speke-hegy
A Speke-hegy (angolul Mount Speke) Uganda nyugati határánál a Rwenzori-hegységben, a Rwenzori-hegység Nemzeti Parkban emelkedik. A hegy a Stanley-hegy után a hegylánc második legmagasabb csúcsa. A hegy a Stanley-heggyel, a Baker-heggyel háromszöget zár be, mely a felső Bujuku-völgyet öleli körül. A Speke-hegyhez legközelebbi csúcs a Stanley-hegy, mely 3,55 km-re dél-délnyugatra emelkedik. A hegycsúcsok körzetét „a Hold hegyei” néven is ismerik.
A hegylánc összes hegye több, csipkézett csúcsból áll. A Speke-hegy csúcsai: Vittorio Emanuele (4890 m), Ensonga (4865 m), Johnston (4834 m), Trident (4572 m). A neveket az olasz királyi család tiszteletére választották, de mivel Uganda a hegyek felfedezésének idején brit protektorátus volt, a Brit Királyi Földrajzi Társaság jóváhagyását is kérték.
A hegységben élő emberek a hegységet Rwenzorinak hívják, mely a helyi bakonjo nyelven „esőcsinálót” vagy „esős hegyet” jelent. A bagandák, akik már távolról is látták a hegyet, a hegy tetején csillogó hóra utalva „Gambaragarának” nevezték, mely azt jelentette, hogy „fáj a szemem”. A bakonjók saját nevet adtak a Rwenzori-hegység egyes csúcsainak, de mivel soha nem másztak fel a hegyekre, nehéz volt azonosítani, melyik név melyik hegycsúcsra utal. A három fő csúcsnak például a következő neveket adták: Kiyanja, Duwoni és Ingomwimbi. A bakonjo nép számára a Rwenzori-hegység Kitasamba isten otthona, aki a magas hegyekben él és nem juthat fel senki hozzá. 
A Rwenzori-hegység éghajlata miatt a felfedezők sokáig nem jutottak el a hegyre és nem is pillantották meg azt. A korai európai felfedezők a környékre a Nílus forrásvidékének kutatása közben jutottak el.  A hegyet John Speke felfedezőről nevezték el, aki bár a hegyre soha nem mászott fel, ő térképezte fel a Fehér-Nílus forrásvidékét 1862-ben. A hegység összes hegyét hozzá hasonló korabeli felfedezőkről nevezték el.
Az első felfedező, aki 1891-ben megkísérelt a hegyekre feljutni, Franz Stuhlmann volt. A hegység hat csúcsából négyet fel is térképezett. A hegyre először Savoyai Lajos Amadé abruzzói herceg, jutott fel, expedíciója során a Rwenzori-hegység többi hegycsúcsát is megmászta.
A környék nagy mennyiségű csapadékot kap, ezért a Speke-hegyet számos patak és folyó szeli át. A növényzet meglehetősen buja. Számos különféle állat él a hegyen, közöttük elefántok, csimpánzok, leopárdok és antilopok..

## Külső hivatkozások
- A Speke-hegy műholdfelvételen